# الأصفران
الأصفران هو اصطلاح عربي يشير إلى الذهب والزعفران.